# Suécia no Festival Eurovisão da Canção Júnior
Suécia foi um dos países fundadores do Festival Eurovisão da Canção Júnior em 2003.
Tem participado no Festival Eurovisão da Canção Júnior 11 vezes desde sua criação em 2003. Dois organismos de radiodifusão têm sido responsáveis pela representação sueca no festival. Sveriges Television (SVT) foi responsável entre 2003 e 2005, até que se retirou junto com outros organismos de radiodifusão nórdicos para participar no Melodi Grand Prix Nordic. A partir de 2006, a corrente comercial TV4 tem tomado a responsabilidade de representar ao país no concurso infantil.
Durante seus anos participando no certamen, Suécia tem faltado só em duas ocasiões. Em 2008, TV4 retirou-se  devido a mudanças programáticos da corrente durante esse ano. Em 2009, a SVT confirmou seu regresso ao festival. Em 2015 retiraram-se

## Participação
Legenda
     Vencedor
     2.º lugar
     3.º lugar
     Pontuação Nula ("Null Points")/Último Lugar
     Melhor classificação (fora do top 3)
     Qualificação para a final (fora do top 3)
     País-anfitrião
     Desclassificado
| #                        | Ano        | Sede        | Artista                | Canção                     | Tradução                                | Língua         | Lugar          | Pts            |
| ------------------------ | ---------- | ----------- | ---------------------- | -------------------------- | --------------------------------------- | -------------- | -------------- | -------------- |
| 1º                       | 2003 (1º)  | Copenhague  | The Honeypies          | "Stoppa mig!"              | Me pare!                                | Sueco          | 15/16          | 12             |
| 2º                       | 2004 (2º)  | Lillehammer | Limelights             | "Varför jag?"              | Por que eu?                             | Sueco          | 15/18          | 8              |
| 3º                       | 2005 (3º)  | Hasselt     | M+                     | "Gränslös kärlek"          | Amor sem limites                        | Sueco          | 15/16          | 22             |
| 4º                       | 2006 (4º)  | Bucarest    | Molly Sandén           | "Det finaste någon kan få" | O melhor que qualquer um pode conseguir | Sueco          | 3/15           | 116            |
| 5º                       | 2007 (5º)  | Rótterdam   | Frida Sandén           | "Nu eller aldrig"          | Agora ou nunca                          | Sueco          | 8/17           | 83             |
|                          | 2008 (6º)  | Limassol    | Não participou         | Não participou             | Não participou                          | Não participou | Não participou | Não participou |
| 6º                       | 2009 (7º)  | Kiev        | Mimmi Sandén           | "Du"                       | Du                                      | Sueco          | 6/13           | 68             |
| 7º                       | 2010 (8º)  | Minsk       | Josefine Ridell        | "Allt jag vill tem"        | Tudo que eu quero                       | Sueco          | 11/14          | 48             |
| 8º                       | 2011 (9º)  | Ereván      | Eric Rapp              | "Faller"                   | Queda                                   | Sueco          | 9/13           | 57             |
| 9º                       | 2012 (10º) | Ámsterdam   | Lova Sönnerbo          | "Mitt mod"                 | Minha coragem                           | Sueco          | 6/12           | 70             |
| 10º                      | 2013 (11º) | Kiev        | Elias Elffors Elfström | "Det är dit vi ska"        | É para lá que vamos                     | Sueco          | 9/12           | 46             |
| 11º                      | 2014 (12º) | Malta       | Julia Kedhammar        | "Du är inte ensam"         | Você não está sozinho                   | Sueco, Inglês  | 13/16          | 28             |
| Não Participa desde 2014 |            |             |                        |                            |                                         |                |                |                |

## Votações
Suécia tem dado mais pontos a...
| N.º | País          | Pts |
| --- | ------------- | --- |
| 1   | Países Baixos | 64  |
| 2   | Rússia        | 63  |
| 3   | Arménia       | 58  |
| 4   | Bielorrússia  | 45  |
| 5   | Bélgica       | 36  |
| 6   | Espanha       | 34  |
| 7   | Dinamarca     | 32  |
| 8   | Geórgia       | 31  |
| 9   | Sérvia        | 29  |
| 10  | Ucrânia       | 28  |

Suécia tem recebido mais pontos de...
| N.º | País               | Pts |
| --- | ------------------ | --- |
| 1   | Países Baixos      | 51  |
| 2   | Bélgica            | 46  |
| 3   | Bielorrússia       | 35  |
| 4   | Rússia             | 31  |
| 5   | Ucrânia            | 30  |
| 6   | Sérvia             | 21  |
| 7   | Malta              | 20  |
| 7   | Macedonia do Norte | 20  |
| 8   | Arménia            | 17  |
| 9   | Dinamarca          | 16  |
| 9   | Lituânia           | 16  |
| 9   | Moldávia           | 16  |
| 10  | Roménia            | 15  |

## 12 pontos
| Ano  | País          |
| ---- | ------------- |
| 2003 | Dinamarca     |
| 2004 | Espanha       |
| 2005 | Noruega       |
| 2006 | Rússia        |
| 2007 | Sérvia        |
| 2009 | Países Baixos |
| 2010 | Arménia       |
| 2011 | Rússia        |
| 2012 | Ucrânia       |
| 2013 | Rússia        |
| 2014 | Países Baixos |